# تشارلي ويلسون (سياسي)
تشارلي ويلسون (بالإنجليزية: Charlie Wilson)‏ هو مسير أعمال وسياسي أمريكي، ولد في 18 يناير 1943 في الولايات المتحدة، وتوفي في 14 أبريل 2013 في نفس البلد بسبب سكتة. حزبياً، نشط في الحزب الديمقراطي.

## مناصب
- في انتخابات مجلس النواب الأمريكي 2006 [الإنجليزية]‏، انتخب عضو مجلس النواب الأمريكي عن دائرة Ohio's 6th congressional district [الإنجليزية]‏ وقد انضم خلال فترته النيابية [الإنجليزية]‏ (4 يناير 2007 – 3 يناير 2009) للكتلة البرلمانية الحزب الديمقراطي.
- في انتخابات مجلس النواب الأمريكي 2008 [الإنجليزية]‏، انتخب عضو مجلس النواب الأمريكي عن دائرة Ohio's 6th congressional district [الإنجليزية]‏ وقد انضم خلال فترته النيابية [الإنجليزية]‏ (6 يناير 2009 – 3 يناير 2011) للكتلة البرلمانية الحزب الديمقراطي.
- انتخب عضو مجلس ولاية أوهايو (2005 – 2007).
- انتخب عضو مجلس نواب أوهايو (1997 – 2004).
- انتخب عضو مجلس النواب الأمريكي.